# Eumenes cruciferoides
Eumenes cruciferoides är en stekelart som beskrevs av Giordani Soika 1978. Eumenes cruciferoides ingår i släktet krukmakargetingar, och familjen Eumenidae. Inga underarter finns listade i Catalogue of Life.